# Something the Lord Made
Something the Lord Made és una pel·lícula de 2004 sobre el cardiòleg negre Vivien Thomas i la seva relació complexa i volàtil hamb el seu company cirurgià blanc Alfred Blalock, el mundialment conegut com a "Blue Baby doctor", que va ser pioner en la cirurgia cardíaca moderna. Basada en un article guanyador del National Magazine Award de la revista Washingtonian, "Like Something the Lord Made", de Katie McCabe, la pel·lícula va ser dirigida per Joseph Sargent i escrita per Peter Silverman i Robert Caswell.

## Repartiment
- Alan Rickman com Dr. Alfred Blalock
- Mos Def com Vivien Thomas
- Kyra Sedgwick com Mary Blalock
- Gabrielle Union com Clara Thomas
- Merritt Wever com Mrs. Saxon
- Clayton LeBouef com Harold Thomas
- Charles S. Dutton com William Thomas
- Mary Stuart Masterson com Helen B. Taussig